# Jean-Baptiste Pressavin

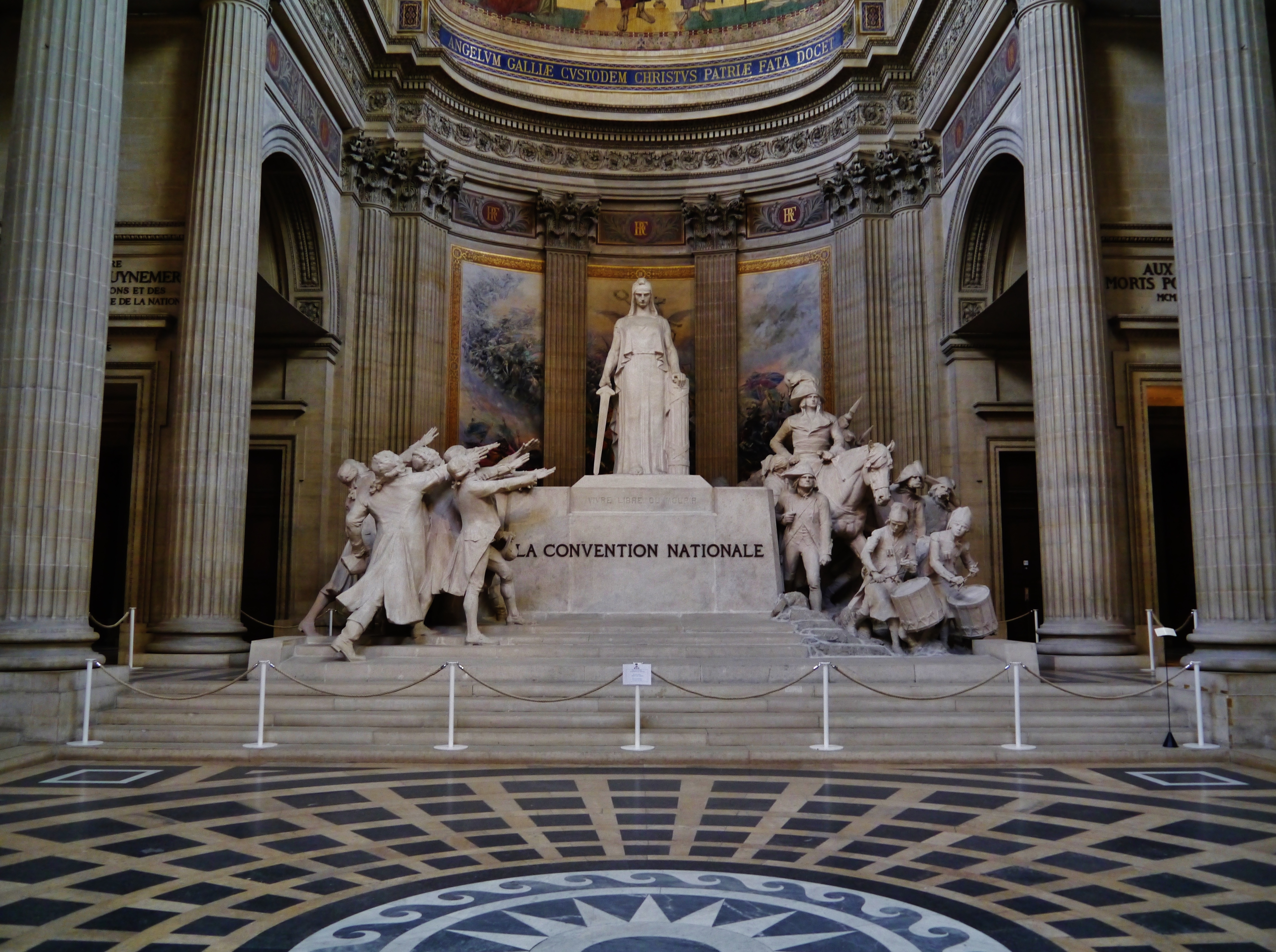
Monument voor de Nationale Conventie in Parijs (Pantheon)

Jean-Baptiste Pressavin (Beaujeu, 30 maart 1734 - ) was chirurg in de stad Lyon, Frankrijk, en parlementslid na de Franse Revolutie.

## Levensloop
Pressavin werd geboren in 1734 in de Beaujolais streek, met name in het dorp Beaujeu. Zijn praktijk als chirurg was in Lyon.
Na de Franse Revolutie was hij zowel procureur als bestuurder van de stad. Hij was een van de afgevaardigden van het departement Rhône in de Nationale Conventie in Parijs (1792-1795); hij werd omschreven als een centrumlinks politicus. Tijdens de stemming over de terechtstelling van koning Lodewijk XVI stemde hij voor. Van 1798 tot 1799 was hij lid van de Raad van Vijfhonderd. Hier behoorde hij tot de strekking der gematigden.
Zijn sterfdatum is onbekend. Enkele medische geschriften zijn van hem bewaard.
- Bibsys: 2129040
- Bibliothèque nationale de France: cb12522668g (data)
- CiNii: DA1548181X
- Gemeinsame Normdatei: 115531084
- International Standard Name Identifier: 0000 0003 6663 7242
- Library of Congress Control Number: n87815641
- Nationale bibliotheek van Australië: 49287470
- Nederlandse Thesaurus van Auteursnamen: 274053896
- Réseau des bibliothèques de Suisse occidentale: 02-A003710997
- Système universitaire de documentation: 156109824
- Virtual International Authority File: 233197681
- WorldCat: E39PBJqVRdVVwJd6PJKRkW94bd